# إرنست هنري دوبويس
إرنست هنري دوبويس (بالفرنسية: Ernest Henri Dubois)‏ هو نحات فرنسي، ولد في 13 مارس 1863 في دييب في فرنسا، وتوفي في 30 ديسمبر 1930 في باريس في فرنسا.